# Velika nagrada Velike Britanije 2000
Velika nagrada Velike Britanije 2000 je bila četrta dirka Svetovnega prvenstva Formule 1 v sezoni 2000. Odvijala se je 23. aprila 2000.

## Rezultati

### Kvalifikacije
| Poz | Št | Dirkač                | Konstruktor        | Čas      | Zaostanek |
| --- | -- | --------------------- | ------------------ | -------- | --------- |
| 1   | 4  | Rubens Barrichello    | Ferrari            | 1:25,703 |           |
| 2   | 5  | Heinz-Harald Frentzen | Jordan-Mugen-Honda | 1:25,706 | +0,003    |
| 3   | 1  | Mika Häkkinen         | McLaren-Mercedes   | 1:25,741 | +0,038    |
| 4   | 2  | David Coulthard       | McLaren-Mercedes   | 1:26,088 | +0,385    |
| 5   | 3  | Michael Schumacher    | Ferrari            | 1:26,161 | +0,458    |
| 6   | 10 | Jenson Button         | Williams-BMW       | 1:26,733 | +1,030    |
| 7   | 9  | Ralf Schumacher       | Williams-BMW       | 1:26,786 | +1,083    |
| 8   | 19 | Jos Verstappen        | Arrows-Supertec    | 1:26,793 | +1,090    |
| 9   | 7  | Eddie Irvine          | Jaguar-Cosworth    | 1:26,818 | +1,115    |
| 10  | 22 | Jacques Villeneuve    | BAR-Honda          | 1:27,025 | +1,322    |
| 11  | 6  | Jarno Trulli          | Jordan-Mugen-Honda | 1:27,164 | +1,461    |
| 12  | 11 | Giancarlo Fisichella  | Benetton-Playlife  | 1:27,253 | +1,550    |
| 13  | 16 | Pedro Diniz           | Sauber-Petronas    | 1:27,301 | +1,598    |
| 14  | 8  | Johnny Herbert        | Jaguar-Cosworth    | 1:27,461 | +1,758    |
| 15  | 14 | Jean Alesi            | Prost-Peugeot      | 1:27,559 | +1,856    |
| 16  | 23 | Ricardo Zonta         | BAR-Honda          | 1:27,772 | +2,069    |
| 17  | 15 | Nick Heidfeld         | Prost-Peugeot      | 1:27,806 | +2,103    |
| 18  | 17 | Mika Salo             | Sauber-Petronas    | 1:28,110 | +2,407    |
| 19  | 18 | Pedro de la Rosa      | Arrows-Supertec    | 1:28,135 | +2,432    |
| 20  | 12 | Alexander Wurz        | Benetton-Playlife  | 1:28,205 | +2,502    |
| 21  | 20 | Marc Gené             | Minardi-Fondmetal  | 1:28,253 | +2,550    |
| 22  | 21 | Gastón Mazzacane      | Minardi-Fondmetal  | 1:29,174 | +3,471    |

### Dirka
| Poz | Št | Dirkač                | Konstruktor        | Krogi | Čas/Odstop  | Št. m. | Toč |
| --- | -- | --------------------- | ------------------ | ----- | ----------- | ------ | --- |
| 1   | 2  | David Coulthard       | McLaren-Mercedes   | 60    | 1:28:50,108 | 4      | 10  |
| 2   | 1  | Mika Häkkinen         | McLaren-Mercedes   | 60    | + 1,477 s   | 3      | 6   |
| 3   | 3  | Michael Schumacher    | Ferrari            | 60    | + 19,917 s  | 5      | 4   |
| 4   | 9  | Ralf Schumacher       | Williams-BMW       | 60    | + 41,312 s  | 7      | 3   |
| 5   | 10 | Jenson Button         | Williams-BMW       | 60    | + 57,759 s  | 6      | 2   |
| 6   | 6  | Jarno Trulli          | Jordan-Mugen-Honda | 60    | + 1:19,273  | 11     | 1   |
| 7   | 11 | Giancarlo Fisichella  | Benetton-Playlife  | 59    | +1 krog     | 12     |     |
| 8   | 17 | Mika Salo             | Sauber-Petronas    | 59    | +1 krog     | 18     |     |
| 9   | 12 | Alexander Wurz        | Benetton-Playlife  | 59    | +1 krog     | 20     |     |
| 10  | 14 | Jean Alesi            | Prost-Peugeot      | 59    | +1 krog     | 15     |     |
| 11  | 16 | Pedro Diniz           | Sauber-Petronas    | 59    | +1 krog     | 13     |     |
| 12  | 8  | Johnny Herbert        | Jaguar-Cosworth    | 59    | +1 krog     | 14     |     |
| 13  | 7  | Eddie Irvine          | Jaguar-Cosworth    | 59    | +1 krog     | 9      |     |
| 14  | 20 | Marc Gené             | Minardi-Fondmetal  | 59    | +1 krog     | 21     |     |
| 15  | 21 | Gastón Mazzacane      | Minardi-Fondmetal  | 59    | +1 krog     | 22     |     |
| 16  | 22 | Jacques Villeneuve    | BAR-Honda          | 56    | +4 krogi    | 10     |     |
| 17  | 5  | Heinz-Harald Frentzen | Jordan-Mugen-Honda | 54    | +6 krogov   | 2      |     |
| Ods | 15 | Nick Heidfeld         | Prost-Peugeot      | 51    | Motor       | 17     |     |
| Ods | 23 | Ricardo Zonta         | BAR-Honda          | 36    | Zavrten     | 16     |     |
| Ods | 4  | Rubens Barrichello    | Ferrari            | 35    | Hidravlika  | 1      |     |
| Ods | 18 | Pedro de la Rosa      | Arrows-Supertec    | 26    | El. sistem  | 19     |     |
| Ods | 19 | Jos Verstappen        | Arrows-Supertec    | 20    | El. sistem  | 8      |     |